# Adrista
Adrista es un concepto de la doctrina hinduista muy relacionado con el concepto de karma.

## Nombre
- adṛṣṭa, en el sistema AITS (alfabeto internacional para la transliteración del sánscrito).[1]
- अदृष्ट, en escritura devanagari del sánscrito.[1]
- Pronunciación: /adríshta/.[1]
- Etimología:[1]
  - a-dṛiśya, ‘invisible, latente’
  - a-dṛiśya-karaṇa , la acción de invisibilizar’), nombre de una parte de un libro sobre magia.
  - a-dṛiśyat, invisible
  - Adṛiśyatī (‘la invisible’), nombre de una de las nueras del rishí Vásistha.
  - a-dṛiṣṭa-karma, alguien que no ha visto la práctica
  - a-dṛiṣṭa-kāma, deseo sexual hacia un objeto que nunca se ha visto.
  - dṛiśa, apariencia, visión
  - dṛiśā, el ojo, la vista
  - dṛiśā-kāṅkṣya (‘deseable al ojo’), el loto

## Concepto
Mientras el karma puede entenderse como el resultado directo de las acciones buenas o malas de una persona, el adrista (lo invisible) se parece más a la noción de destino, e implica una fuerza invisible y desconocida que trabaja detrás de todo y devuelve a cada persona los frutos de cada una de sus acciones.
Este concepto se presenta en el Vaisesika-sutra, el principal texto de la doctrina hinduista vaisesika, como parte de la discusión filosófica sobre la composición del mundo y el universo.
Tras explicar la cosmología atomista sobre la que el texto teoriza, se centra en lo que no puede atribuirse a la naturaleza. Estos sucesos son atribuidos a las reacciones del karma, y se consideran manifestaciones de lo invisible, una fuerza detrás de las cosas.